# Усть-Морж
Усть-Морж — деревня в Виноградовском районе Архангельской области России. Входит в состав Моржегорского сельского поселения.

## География
Деревня расположена в среднем течении Северной Двины на левом берегу.  Деревню разделяет на две части Большой Усть-Морж (Ивановская) и Малый Усть-Морж (Зелянинская), протекающая по деревне речка Усолка.

## Население
| 2002 | 2010 | 2012 |
| ---- | ---- | ---- |
| 77   | ↘49  | ↘42  |

### Историческая численность населения
Численность населения деревни, по данным Всероссийской переписи населения 2010 года, составляла 49 человек. В 2009 году числилось 60 чел., из них — 28 пенсионеров.
- Рудный, Николай Михайлович (1920—1993) — советский ученый в области авиационной и космической медицины, генерал-лейтенант медицинской службы.

## Транспорт
От остановочного пункта Усть-Морж до Архангельска по реке — 269,0 км. Через деревню проходит автодорога «Монастырёк — Хохновская — Савинская — Моржегоры — Родионовская — Власьевская — Усть-Морж — Хетово — Рязаново». Южнее деревни проходит автомобильная трасса М-8 «Холмогоры» (Москва — Архангельск).

### Карты
- Топографическая карта P-38-39,40. (Лист Усть-Ваеньга)
- Усть-Морж. Публичная кадастровая карта. Архивировано из оригинала 4 ноября 2013 года.
- Усть-Морж на карте Wikimapia